# 2379 Heiskanen
2379 Heiskanen è un asteroide della fascia principale del diametro medio di circa 31,6 km. Scoperto nel 1941, presenta un'orbita caratterizzata da un semiasse maggiore pari a 3,1641264 UA e da un'eccentricità di 0,2764852, inclinata di 0,46752° rispetto all'eclittica.